# Stari Lec
Stari Lec (izvirno srbsko Стари Лец) je naselje v Srbiji, ki upravno spada pod Občino Plandište; slednja pa je del Južnobanatskega upravnega okraja.

## Demografija
V naselju živi 1019 polnoletnih prebivalcev, pri čemer je njihova povprečna starost 48,5 let (47,0 pri moških in 50,3 pri ženskah). Naselje ima 205 gospodinjstev, pri čemer je povprečno število članov na gospodinjstvo 2,51.
To naselje je, glede na rezultate popisa iz leta 2002, v glavnem srbsko.
|  |

| Demografija | Demografija     | Demografija     |
| Leto        | Št. prebivalcev | Št. prebivalcev |
| ----------- | --------------- | --------------- |
|             |                 |                 |
|             |                 |                 |
|             |                 |                 |
|             |                 |                 |
| 1948        | 1446            |                 |
| 1953        | 1463            |                 |
| 1961        | 1406            |                 |
| 1971        | 1236            |                 |
| 1981        | 1341            |                 |
| 1991        | 1031            | 1020            |
| 2002        | 1098            | 1094            |
|             |                 |                 |

| Etnična sestava po popisu iz leta 2002 | Etnična sestava po popisu iz leta 2002 | Etnična sestava po popisu iz leta 2002 | Etnična sestava po popisu iz leta 2002 | Etnična sestava po popisu iz leta 2002 |
| -------------------------------------- | -------------------------------------- | -------------------------------------- | -------------------------------------- | -------------------------------------- |
| Srbi                                   | Srbi                                   |                                        | 791                                    | 72,30%                                 |
| Madžari                                | Madžari                                |                                        | 156                                    | 14,25%                                 |
| Hrvati                                 | Hrvati                                 |                                        | 20                                     | 1,82%                                  |
| Makedonci                              | Makedonci                              |                                        | 20                                     | 1,82%                                  |
| Slovaki                                | Slovaki                                |                                        | 9                                      | 0,82%                                  |
| Bolgari                                | Bolgari                                |                                        | 9                                      | 0,82%                                  |
| Romuni                                 | Romuni                                 |                                        | 8                                      | 0,73%                                  |
| Jugoslovani                            | Jugoslovani                            |                                        | 8                                      | 0,73%                                  |
| Muslimani                              | Muslimani                              |                                        | 6                                      | 0,54%                                  |
| Rusini                                 | Rusini                                 |                                        | 5                                      | 0,45%                                  |
| Nemci                                  | Nemci                                  |                                        | 5                                      | 0,45%                                  |
| Romi                                   | Romi                                   |                                        | 3                                      | 0,27%                                  |
| Albanci                                | Albanci                                |                                        | 3                                      | 0,27%                                  |
| Slovenci                               | Slovenci                               |                                        | 1                                      | 0,09%                                  |
| Rusi                                   | Rusi                                   |                                        | 1                                      | 0,09%                                  |
| Neznano                                | Neznano                                |                                        | 3                                      | 0,27%                                  |